# Sessió doble

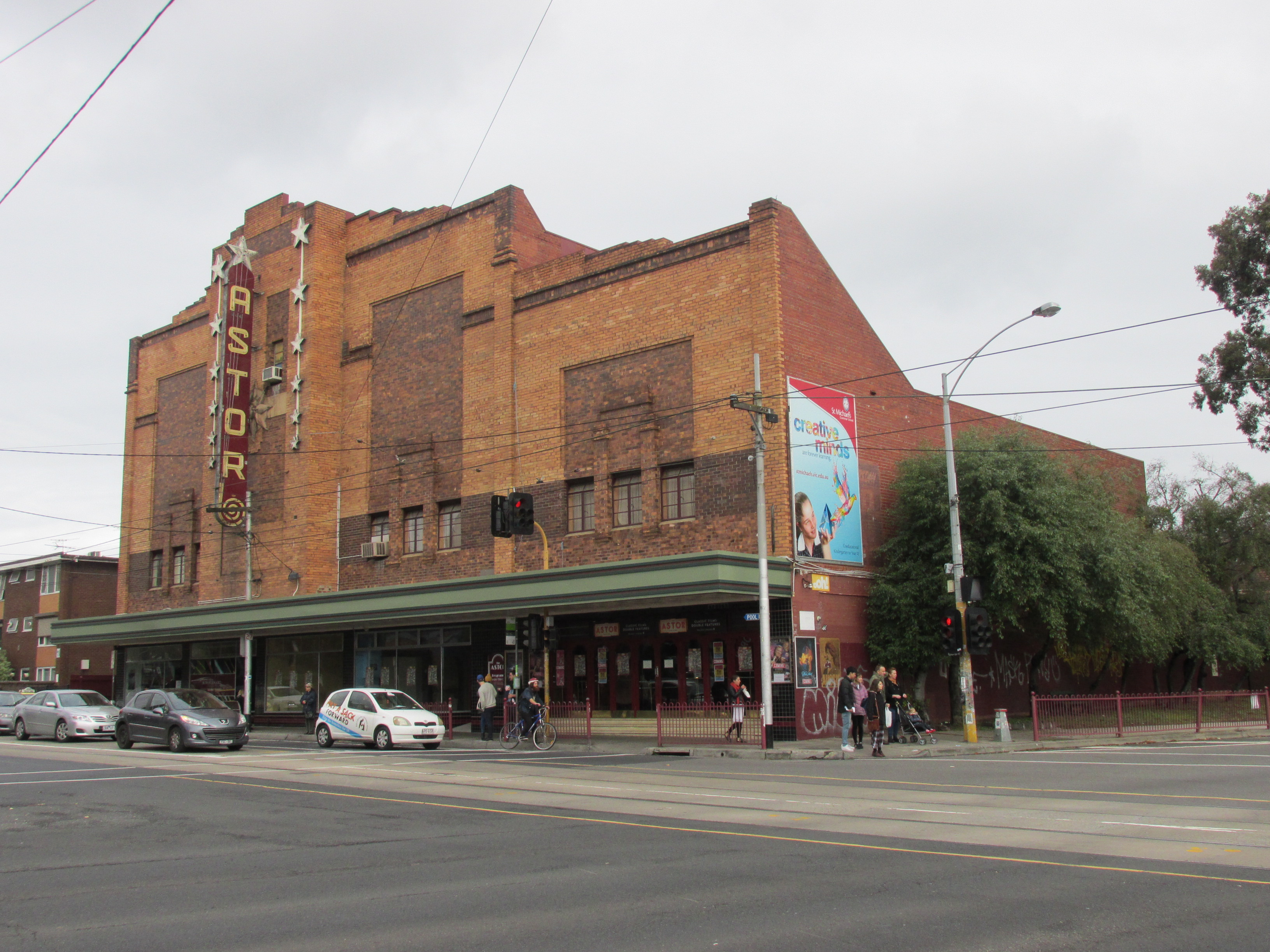
The Astor Theatre de Melbourne (Austràlia) ha projectat sessions dobles des de la seva obertura el 1936.

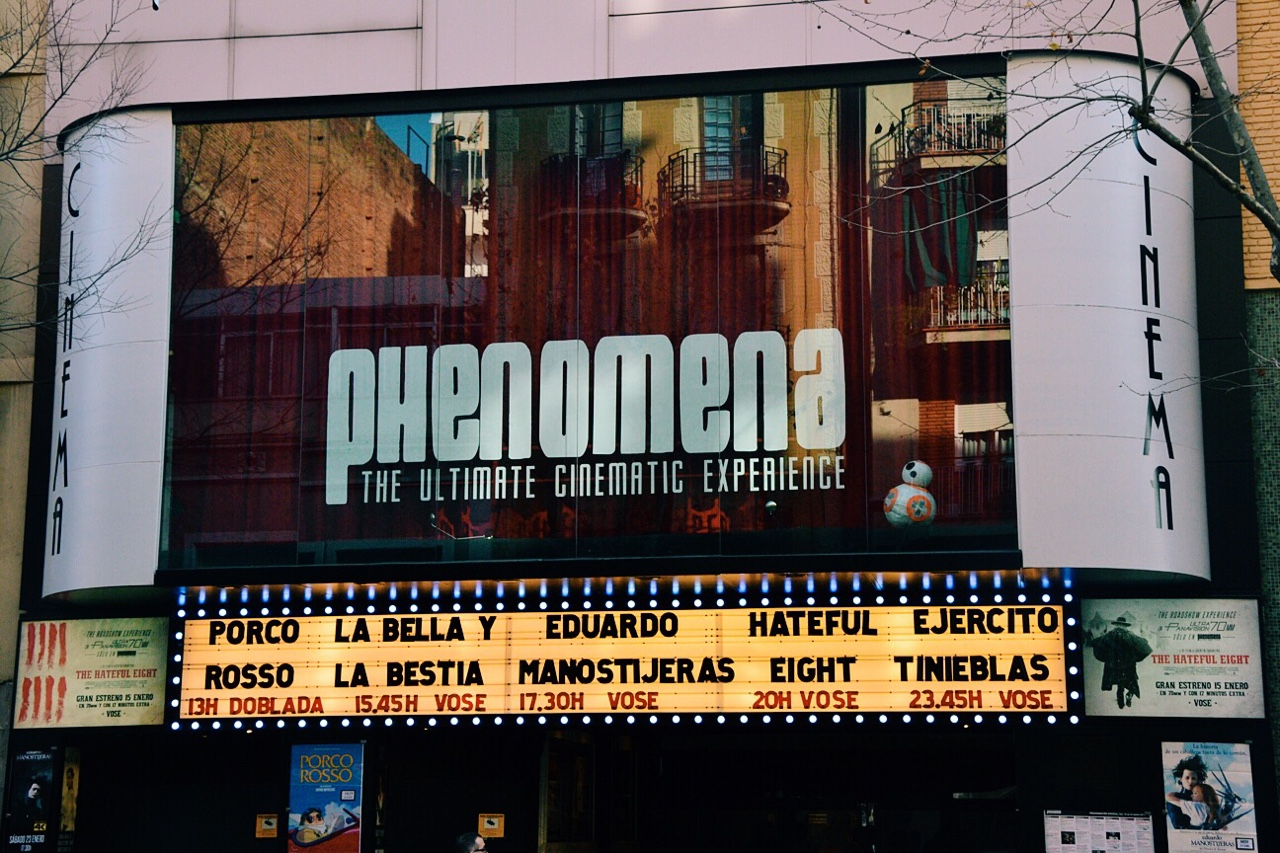
El cinema Phenomena de Barcelona ofereix regularment sessions dobles.

La sessió doble, doble sessió o programa doble és un fenomen de la indústria cinematogràfica en el qual les sales de cinema exhibeixen dues pel·lícules seguides al preu d'una, substituint el format anterior de sessió contínua, en el qual es mostrava repetidament el mateix programa de cinema (habitualment un llargmetratge i un o diversos curtmetratges) sense haver de tornar a pagar. Per extensió, el terme s'empra també en televisió per referir-se a la projecció de dues pel·lícules o capítols d'una sèrie seguits, mentre que en teatre fa referència a la representació d'una obra dos dies seguits o en dues funcions seguides, tot i que no al mateix preu.

## Història
Els teatres d'òpera escenificaven dues òperes juntes amb l'objectiu de proporcionar una actuació llarga per al públic. Això feia referència a òperes curtes d'un o dos actes que, d'altra manera, eren comercialment difícils d'escenificar individualment. Un exemple destacat és la sessió doble de Pagliacci (1891) amb Cavalleria rusticana (1888), que va ser posada en escena per primera vegada el 22 de desembre de 1893 per la Metropolitan Opera de Nova York. Des d'aleshores, ambdues òperes han estat sovint interpretades com a sessió doble, una vinculació al món de l'òpera coneguda col·loquialment com a "Cav i Pag".
L'origen de la sessió doble cinematogràfica, però, es remunta a l'any 1931 a Nova Anglaterra (Estats Units), i d'allà es va estendre ràpidament per tot el país. L'art de la programació va néixer com a conseqüència de les sessions dobles; Frank H. Ricketson Jr. va escriure a la seva guia "The Management of Motion Picture Theaters" (1938): "El drama pesat es barreja amb la comèdia brillant. (...) Una pel·lícula d'acció viril fa parella amb un joc sofisticat de societat. Una producció estel·lar es combina amb una comèdia lleugera de situació i sense valor d'estrella."
El 1948, dues terceres parts dels cinemes estatunidencs anunciaven sessions dobles. Aquell mateix any la situació va canviar, però, quan el Tribunal Suprem dels Estats Units va dictar una sentència contra la Paramount a causa del monopoli que aquesta exercia sobre les sales de cinema, obligant els principals estudis cinematogràfics a desfer-se dels seus cinemes.
Durant les dècades del 1960 i el 1970 els estudis solien reestrenar pel·lícules amb molt d'èxit com a sessions dobles, de vegades fins i tot fracassos de taquilla, combinant-ne una de cada en el programa. Per exemple, el 1964 la United Artists exhibia juntes Goldfinger i A Hard Day's Night, la Warner Bros. va emparellar The Green Berets amb Bonnie and Clyde aquella dècada, i anys més tard la 20th Century Fox va fer el mateix amb Patton i M*A*S*H i amb Myra Breckinridge i Beyond the Valley of the Dolls.
En el segle XXI pocs cinemes segueixen fent aquestes sessions de manera habitual. A Barcelona, el Cinema Maldà les va oferir fins al seu tancament el 2003 (posteriorment, de manera intermitent i també sessions contínues), i els Cinemes Texas ho van fer en la seva reestrena el 2014; en canvi, el cinema Phenomena n'ofereix habitualment.